# Serdar Annaorazow
Serdar Annaorazow (sinh ngày 29 tháng 6 năm 1990) là một cầu thủ bóng đá Turkmenistan hiện tại thi đấu ở vị trí hậu vệ phải cho Altyn Asyr.
Anh rs sân cho đội tuyển quốc gia 13 lần.

## Sự nghiệp câu lạc bộ
Anh bắt đầu sự nghiệp tại HTTU Aşgabat. Năm 2014, anh chuyển đến FC Altyn Asyr.